# مجرفة بستنة

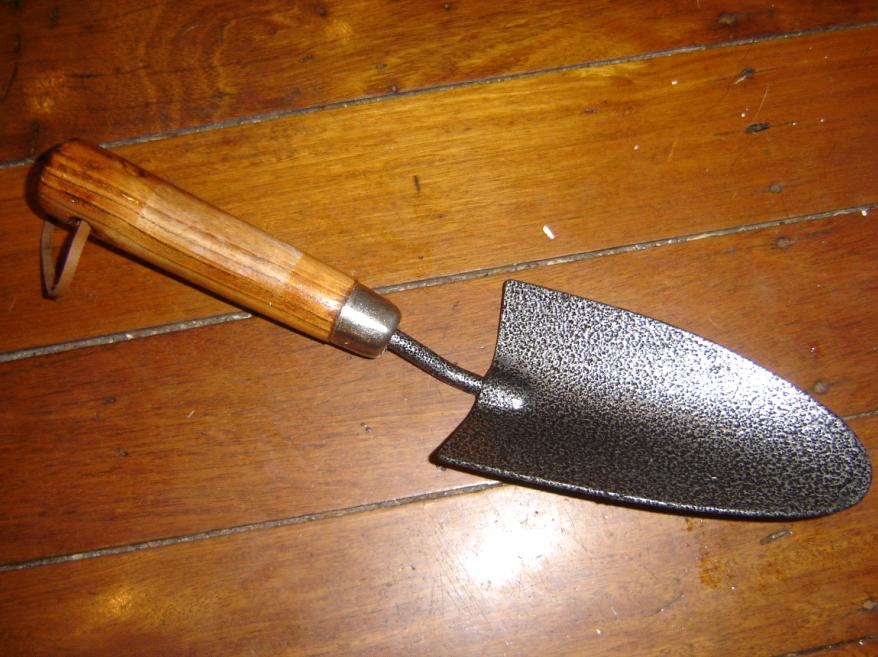
جرافة البستنة

جرافة البستنة، هي مجرفة صغيرة وأحد أنواع المجارف اليدوية، وهي صغيرة بشكل عام، وذات تنفيذ فردي للحفر والتجريف والتوزيع، أو معالجة الأتربة أو مواد أخرى كبيرة الحجم أو ما يُسمى بعملية التمليط أو التجصيص. في أعمال البستنة والحدائق، تُفيد في الزراعة وغرس النباتات في الأوعية المخصصة وحفر الحفر الصغيرة وتفتيت الكتل الصلبة الموجودة في التربة. عادةً ما تكون لجرافات البستنة شفرات قوية وضيقة ذات أطراف مدببة. فهي نوع صغير من المجرفة المتعارفة.